# Neomargarodes niger
Neomargarodes niger är en insektsart som först beskrevs av Green 1912.  Neomargarodes niger ingår i släktet Neomargarodes och familjen pärlsköldlöss. Inga underarter finns listade i Catalogue of Life.